# 丰收学会

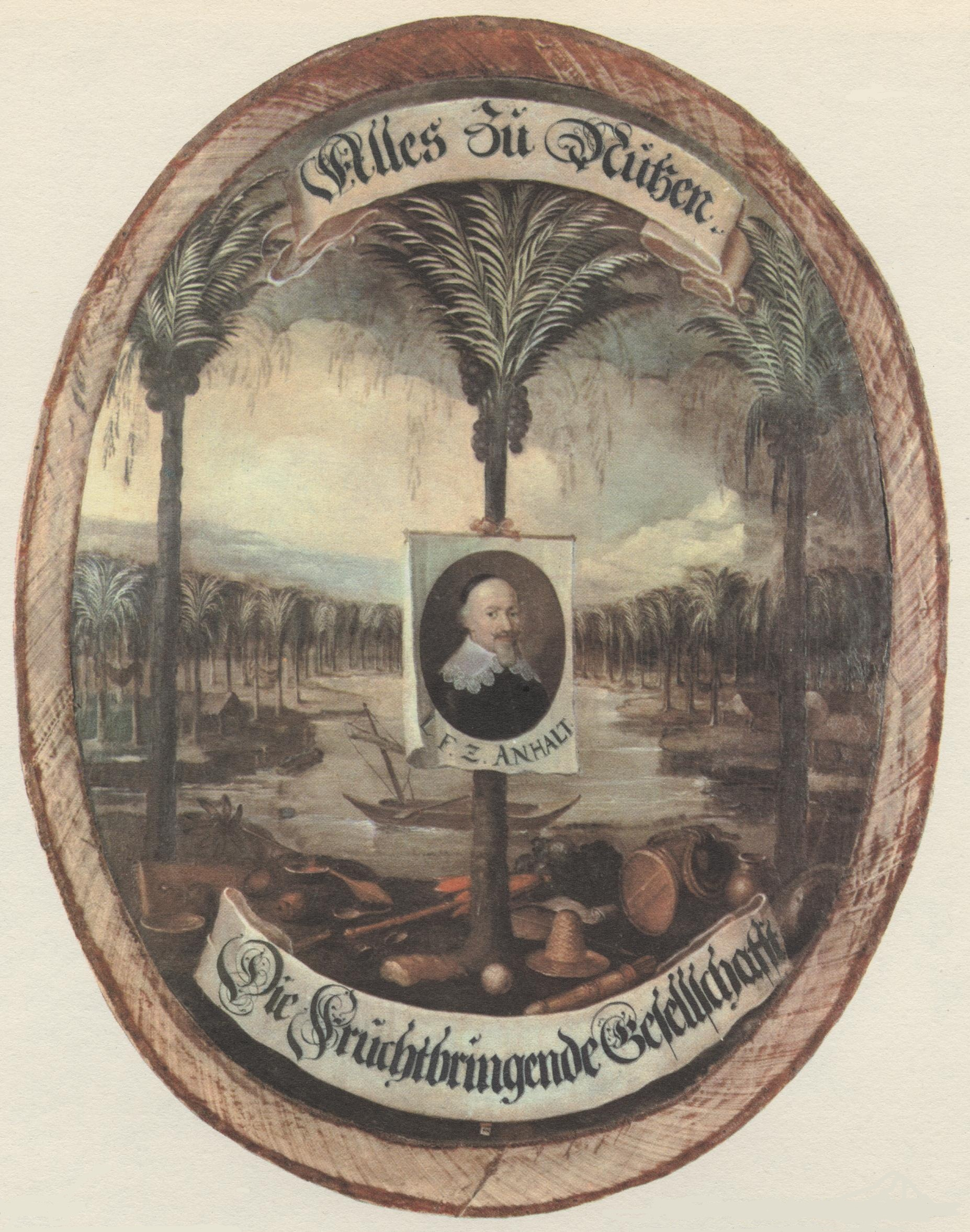
丰收学会的标志：棕榈树林与安哈尔特-克滕公国路德维希侯爵的肖像

丰收学会又译硕果协会（德语：Fruchtbringende Gesellschaft；拉丁语：societas fructifera），亦称棕榈兄弟会（德语：Palmenorden），是第一个也是最大的德语语言学会，拥有890名成员。 其徽章中常示以棕榈树（椰树）及箴言“皆有所用”（Alles Zu Nutzen）。 